# Refroidissement éolien
Le refroidissement éolien est la sensation de froid produite par le vent pour une température de l'air ambiant donnée. Paul Siple et Charles F. Passel ont développé le concept de facteur du refroidissement éolien (en langue anglaise, le wind chill) juste avant l'entrée des États-Unis dans la  Seconde Guerre mondiale lors d'expériences en Antarctique. 
Le concept s'est graduellement répandu ensuite grâce au service météorologique des États-Unis. Environnement Canada et d'autres services nationaux de météorologie l'utilisent afin de pouvoir quantifier la « température ressentie » par la peau en cas de froid intense sans protection en combinant la vitesse du vent et la température extérieure. Elle ne s'applique donc pas aux objets inanimés ou aux corps protégés par un vêtement ou une fourrure.

## Histoire

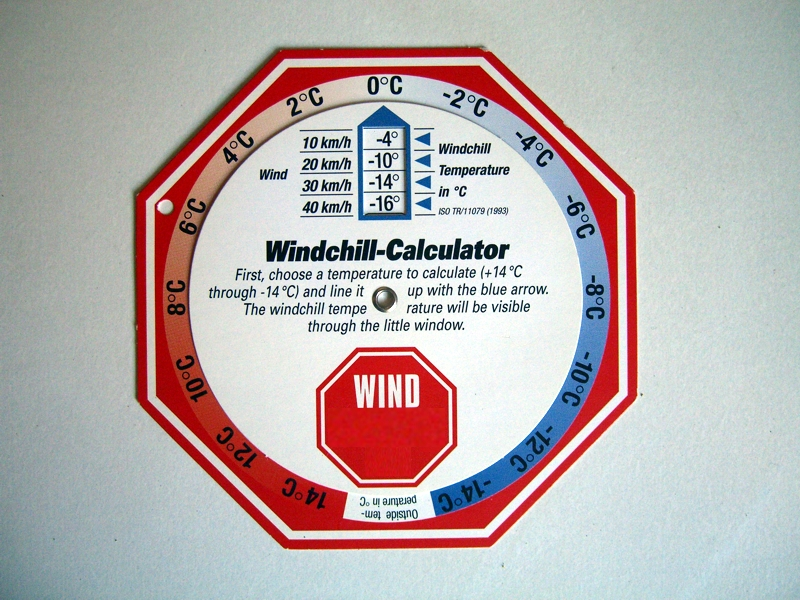
Double disque de carton tournant, pour le calcul de l'effet du refroidissement éolien (ce modèle obsolète indique des valeurs de l'ancien indice).

Paul Siple est un scientifique de l'United States Antarctic Service Expedition entre 1939 et 1941. Il défend sa thèse doctorale sur le froid en Antarctique et ses effets sur les explorateurs en 1939. Dans son mémoire, il crée le terme « Windchill factor ». 
De retour à la base américaine de Little America III, avec son assistant Charles Passel, il note le refroidissement d'un volume d'eau contenue dans un cylindre ainsi le temps pour qu'elle gèle dans différentes conditions de température et de vent. Les deux chercheurs en tirent, dès 1940, une relation qui ne sera publiée qu'en 1945 dans le Journal of American Philosophical Society à cause de ses utilisations militaires potentielles.
Cette relation, reliant la perte de chaleur de l'eau aux liens complexes entre la couche d'air chaud à la surface d'un être vivant et l'air ambiant, était très approximative. Malgré ces limitations, le concept s'est répandu à travers le monde. Il est particulièrement intéressant pour les militaires devant se déplacer dans les régions froides mais il est devenu commun dans les bulletins météorologiques.  
Durant l'année 2001, une équipe de scientifiques et d'experts médicaux du Canada et des États-Unis ont travaillé ensemble pour mettre au point un nouvel indice de refroidissement éolien plus conforme à la réalité. Des volontaires ont été exposés à plusieurs combinaisons de températures et de vitesses de vent dans une soufflerie réfrigérée. Les chercheurs ont noté les taux de perte de chaleur de leur visage, la partie généralement exposée en hiver, autant quand celui-ci est sec que mouillé. Le nouvel indice est utilisé depuis cette époque dans les deux pays.

## Effet
Le refroidissement éolien est la sensation ressentie par un être vivant à sang chaud, généralement différente de celle qui résulterait de la température effective hors tout déplacement de l'air ou dans l'air. Le déplacement d'air, en soi, ne fait pas baisser la température. Cependant, un homme ou un animal forme une couche d'air à la surface de sa peau grâce à son métabolisme interne. L'air est un excellent isolant thermique et cette couche emprisonnée dans les vêtements ou la fourrure garde la peau à une température constante. 
En temps normal, seule la convection atmosphérique enlève cet air réchauffé. Cependant, exposée au vent, le corps perd cette couche protectrice et amène en permanence de l'air à température ambiante au contact de la peau alors que le corps essaie de remplacer la couche chaude. Ce mécanisme intervient lorsque la température de l'air est inférieure à la température d'équilibre thermique (voir Isolation vestimentaire). De plus, lorsque la température est suffisamment élevée, l'eau, notamment la transpiration, s'évapore et crée une zone d'air humide autour de la personne. Le mouvement d'air chasse également cet air humidifié et apporte de l'air plus sec, favorisant ainsi l'évaporation et donc le refroidissement. 
La sensation de refroidissement est variable d'un individu à l'autre et l’indice de refroidissement éolien est une quantification du taux de perte de chaleur. Il n'est pas applicable à un objet inanimé, comme une auto, car celle-ci perdra rapidement sa chaleur pour atteindre celle de l'air et le refroidissement éolien n'existera plus ensuite.
Plus la température est basse et plus l'impact du vent sur la température perçue par le corps humain est grand. Ainsi, d'après le concept de facteur du refroidissement éolien, il est possible d'estimer qu'à −20 °C, un vent de 50 km/h fait baisser la température perçue par le corps de 15 °C, soit l'équivalent d'une température de −35 °C par temps calme (sans vent). Par conséquent, les pays nordiques étant plus froids, ils sont plus sensibles à ce sujet que les pays tempérés ou chauds. Au Canada, par exemple, le refroidissement éolien est indiqué lors des informations météorologiques. Les valeurs du refroidissement éolien sont des indications utiles par exemple aux cyclistes et motocyclistes pour se représenter le refroidissement auquel leur corps est exposé en fonction de leur vitesse de déplacement.

## Calcul
La relation de Siple et Passel exprimait la perte de chaleur en watts par mètre carré de peau exposée. Ces unités étaient jugées difficiles par le public, le nouvel indice (standardisé au Canada et aux États-Unis mais aujourd’hui mentionné également dans d’autres pays) s’exprime maintenant par un nombre ressemblant à la température en degrés Celsius ou en degrés Fahrenheit (États-Unis), le format privilégié par la majorité de la population,. Il est souvent légendé comme « température ressentie », bien qu'il soit un nombre sans unité. Ceci signifiant seulement que la valeur équivaut à la sensation ressentie sur la peau par une journée calme à cette température.
La formule de calcul du refroidissement éolien est la suivante, :
- {\displaystyle R_{C}=13,12+0,6215\;T_{C}+(0,3965\;T_{C}-11,37)\times {v_{km/h}}^{0,16}} pour avoir un nombre similaire à des températures en °C, où TC est la température ambiante exprimée en °C et vkm/h est la vitesse du vent  exprimée en km/h (cette formule du refroidissement éolien n'est formellement définie que pour des vitesses de vent de 4,8 à 177 km/h, et des températures de −50 °C à +10 °C) ; ou de façon équivalente :
- {\displaystyle R_{F}=35,74+0,6215\;T_{F}+(0,4275\;T_{F}-35,75)\times {v_{MPH}}^{0,16}} pour avoir un nombre similaire à des températures en °F, où TF est la température ambiante exprimée en °F et vMPH est la vitesse du vent exprimée en MPH (cette formule du refroidissement éolien n'est formellement définie que pour des vitesses de vent de 3 à 110 MPH, et des températures de −50 °F à +50 °F) ;
- {\displaystyle R_{C}=T_{C}+0,2\;(0,1345\;T_{C}-1,59)\times v_{km/h}} (cette formule est définie pour les vitesses de vent jusqu’à 4,8 km/h pour un temps calme ; elle donne la même valeur que la température ambiante pour l'absence totale de vent à 0 km/h sous abri, et une valeur identique à la première formule pour 4,8 km/h).
- Pour la conversion des unités usuelles de vitesses et de températures, on peut utiliser {\displaystyle v_{MPH}=0,621371\;v_{km/h}}, {\displaystyle v_{km/h}=3,6\;v_{m/s}} et {\displaystyle T_{F}=32+1,8\;T_{C}}.

Il n’est pas tenu compte dans ce calcul de l’effet de réchauffement produit par l’exposition directe ou la radiance solaire, qui permet de supporter plus longtemps des basses températures en l’absence de vent notable mais qui peut aussi provoquer des brûlures non ressenties immédiatement. Par temps clair et ensoleillé, la température ressentie peut être augmentée de 5 à 10 °C (de 10 à 18 °F).
Il n’est pas tenu compte non plus de l’effet de la pression atmosphérique sur la capacité calorifique de l’air (et donc sa capacité à absorber la chaleur) et sur la pression de vapeur ambiante, ni de l’hygrométrie de l’air (en grammes de vapeur d'eau par kilogramme d’air), qui détermine aussi la pression de vapeur sèche déjà présente dans l’air, cette pression limitant l’évaporation par respiration ou transpiration (cette évaporation est la principale source de réduction et régulation de la température corporelle), ni de l’effet de l’humidité (provenant des précipitations ou du milieu ambiant) qui modifie sensiblement la résistance thermique de la peau.
Enfin, il n'est pas tenu compte des effets propres à chaque individu : l’indice a été déterminé par une projection statistique issue d’une expérience basée sur mesure de la perte d’énergie par la peau sur les parties non protégées du visage des testeurs. Les natures de peaux (notamment leur film lipidique naturel et leur vieillissement, la présence de barbe, et l'épaisseur de couche cornée et de graisse sous-cutanée) et leur protection par des produits cosmétiques, ainsi que le rapport poids/taille des individus jouent sur leur résistance au froid comme sur leur capacité à réguler la chaleur corporelle et leur propre capacité calorifique. Enfin l'alimentation, l’hydratation par boisson et l'activité musculaire et métabolique de l’individu déterminent sa propre production de chaleur.
| Vitesse du vent | Vitesse du vent    | Vitesse du vent    | Température de l’air ambiant (°C), mesurée sous abri du vent, du soleil et des intempéries | Température de l’air ambiant (°C), mesurée sous abri du vent, du soleil et des intempéries                       | Température de l’air ambiant (°C), mesurée sous abri du vent, du soleil et des intempéries                       | Température de l’air ambiant (°C), mesurée sous abri du vent, du soleil et des intempéries                       | Température de l’air ambiant (°C), mesurée sous abri du vent, du soleil et des intempéries                       | Température de l’air ambiant (°C), mesurée sous abri du vent, du soleil et des intempéries                       | Température de l’air ambiant (°C), mesurée sous abri du vent, du soleil et des intempéries                       | Température de l’air ambiant (°C), mesurée sous abri du vent, du soleil et des intempéries                       | Température de l’air ambiant (°C), mesurée sous abri du vent, du soleil et des intempéries                       | Température de l’air ambiant (°C), mesurée sous abri du vent, du soleil et des intempéries                       | Température de l’air ambiant (°C), mesurée sous abri du vent, du soleil et des intempéries                       | Température de l’air ambiant (°C), mesurée sous abri du vent, du soleil et des intempéries                       | Température de l’air ambiant (°C), mesurée sous abri du vent, du soleil et des intempéries                       |
| (km/h) | (m/s)              | (MPH)              | +10,0                                                                                      | +5,0 | −0,0 | −5,0 | −10,0 | −15,0 | −20,0 | −25,0 | −30,0 | −35,0 | −40,0 | −45,0 | −50,0 |
| --- | ------------------ | ------------------ | ------------------------------------------------------------------------------------------ | --- | --- | --- | --- | --- | --- | --- | --- | --- | --- | --- | --- |
| 0,0 | 0,0                | 0,0                | +10,0                                                                                      | +5,0 | −0,0 | −5,0 | −10,0 | −15,0 | −20,0 | −25,0 | −30,0 | −35,0 | −40,0 | −45,0 | −50,0 |
| 5,0 | 1,4                | 3,1                | +9,8                                                                                       | +4,1 | −1,6 | −7,3 | −12,9 | −18,6 | −24,3 | −30,0 | −35,6 | −41,3 | −47,0 | −52,6 | −58,3 |
| 10,0 | 2,8                | 6,2                | +8,6                                                                                       | +2,7 | −3,3 | −9,3 | −15,3 | −21,2 | −27,2 | −33,2 | −39,2 | −45,1 | −51,1 | −57,1 | −63,0 |
| 15,0 | 4,2                | 9,3                | +7,9                                                                                       | +1,7 | −4,4 | −10,6 | −16,7 | −22,9 | −29,1 | −35,2 | −41,4 | −47,6 | −53,7 | −59,9 | −66,1 |
| 20,0 | 5,6                | 12,4               | +7,4                                                                                       | +1,1 | −5,2 | −11,6 | −17,9 | −24,2 | −30,5 | −36,8 | −43,1 | −49,4 | −55,7 | −62,0 | −68,3 |
| 25,0 | 6,9                | 15,5               | +6,9                                                                                       | +0,5 | −5,9 | −12,3 | −18,8 | −25,2 | −31,6 | −38,0 | −44,5 | −50,9 | −57,3 | −63,7 | −70,2 |
| 30,0 | 8,3                | 18,6               | +6,6                                                                                       | +0,1 | −6,5 | −13,0 | −19,5 | −26,0 | −32,6 | −39,1 | −45,6 | −52,1 | −58,7 | −65,2 | −71,7 |
| 35,0 | 9,7                | 21,7               | +6,3                                                                                       | −0,4 | −7,0 | −13,6 | −20,2 | −26,8 | −33,4 | −40,0 | −46,6 | −53,2 | −59,8 | −66,4 | −73,1 |
| 40,0 | 11,1               | 24,9               | +6,0                                                                                       | −0,7 | −7,4 | −14,1 | −20,8 | −27,4 | −34,1 | −40,8 | −47,5 | −54,2 | −60,9 | −67,6 | −74,2 |
| 45,0 | 12,5               | 28,0               | +5,7                                                                                       | −1,0 | −7,8 | −14,5 | −21,3 | −28,0 | −34,8 | −41,5 | −48,3 | −55,1 | −61,8 | −68,6 | −75,3 |
| 50,0 | 13,9               | 31,1               | +5,5                                                                                       | −1,3 | −8,1 | −15,0 | −21,8 | −28,6 | −35,4 | −42,2 | −49,0 | −55,8 | −62,7 | −69,5 | −76,3 |
| 55,0 | 15,3               | 34,2               | +5,3                                                                                       | −1,6 | −8,5 | −15,3 | −22,2 | −29,1 | −36,0 | −42,8 | −49,7 | −56,6 | −63,4 | −70,3 | −77,2 |
| 60,0 | 16,7               | 37,3               | +5,1                                                                                       | −1,8 | −8,8 | −15,7 | −22,6 | −29,5 | −36,5 | −43,4 | −50,3 | −57,2 | −64,2 | −71,1 | −78,0 |
| 65,0 | 18,1               | 40,4               | +4,9                                                                                       | −2,1 | −9,1 | −16,0 | −23,0 | −30,0 | −36,9 | −43,9 | −50,9 | −57,9 | −64,8 | −71,8 | −78,8 |
| 70,0 | 19,4               | 43,5               | +4,7                                                                                       | −2,3 | −9,3 | −16,3 | −23,4 | −30,4 | −37,4 | −44,4 | −51,4 | −58,5 | −65,5 | −72,5 | −79,5 |
| 75,0 | 20,8               | 46,6               | +4,6                                                                                       | −2,5 | −9,6 | −16,6 | −23,7 | −30,8 | −37,8 | −44,9 | −51,9 | −59,0 | −66,1 | −73,1 | −80,2 |
| 80,0 | 22,2               | 49,7               | +4,4                                                                                       | −2,7 | −9,8 | −16,9 | −24,0 | −31,1 | −38,2 | −45,3 | −52,4 | −59,5 | −66,6 | −73,7 | −80,8 |
| 90,0 | 25,0               | 55,9               | +4,1                                                                                       | −3,1 | −10,2 | −17,4 | −24,6 | −31,8 | −39,0 | −46,1 | −53,3 | −60,5 | −67,7 | −74,9 | −82,0 |
| 100,0 | 27,8               | 62,1               | +3,9                                                                                       | −3,4 | −10,6 | −17,9 | −25,1 | −32,4 | −39,6 | −46,9 | −54,1 | −61,4 | −68,6 | −75,9 | −83,1 |
| Risques sur la santé selon l’indice de refroidissement (échelle canadienne)                                            |                    |                    |                                                                                            | | | | | | | | | | | | |
| 0,0 < RC | 0,0 < RC           | +32,0 < RF         | +32,0 < RF                                                                                 | Sans risque de gelures ni d’hypothermie (pour une exposition normale)                                            | Sans risque de gelures ni d’hypothermie (pour une exposition normale)                                            | Sans risque de gelures ni d’hypothermie (pour une exposition normale)                                            | Sans risque de gelures ni d’hypothermie (pour une exposition normale)                                            | Sans risque de gelures ni d’hypothermie (pour une exposition normale)                                            | Sans risque de gelures ni d’hypothermie (pour une exposition normale)                                            | Sans risque de gelures ni d’hypothermie (pour une exposition normale)                                            | Sans risque de gelures ni d’hypothermie (pour une exposition normale)                                            | Sans risque de gelures ni d’hypothermie (pour une exposition normale)                                            | Sans risque de gelures ni d’hypothermie (pour une exposition normale)                                            | Sans risque de gelures ni d’hypothermie (pour une exposition normale)                                            | Sans risque de gelures ni d’hypothermie (pour une exposition normale)                                            |
| −10,0 < RC ≤ 0,0 | −10,0 < RC ≤ 0,0   | +14,0 < RF ≤ +32,0 | +14,0 < RF ≤ +32,0                                                                         | Faible risque de gelures                                                                                         | Faible risque de gelures                                                                                         | Faible risque de gelures                                                                                         | Faible risque de gelures                                                                                         | Faible risque de gelures                                                                                         | Faible risque de gelures                                                                                         | Faible risque de gelures                                                                                         | Faible risque de gelures                                                                                         | Faible risque de gelures                                                                                         | Faible risque de gelures                                                                                         | Faible risque de gelures                                                                                         | Faible risque de gelures                                                                                         |
| −28,0 < RC ≤ −10,0 | −28,0 < RC ≤ −10,0 | −18,4 < RF ≤ +14,0 | −18,4 < RF ≤ +14,0                                                                         | Faible risque de gelures et d’hypothermie                                                                        | Faible risque de gelures et d’hypothermie                                                                        | Faible risque de gelures et d’hypothermie                                                                        | Faible risque de gelures et d’hypothermie                                                                        | Faible risque de gelures et d’hypothermie                                                                        | Faible risque de gelures et d’hypothermie                                                                        | Faible risque de gelures et d’hypothermie                                                                        | Faible risque de gelures et d’hypothermie                                                                        | Faible risque de gelures et d’hypothermie                                                                        | Faible risque de gelures et d’hypothermie                                                                        | Faible risque de gelures et d’hypothermie                                                                        | Faible risque de gelures et d’hypothermie                                                                        |
| −40,0 < RC ≤ −28,0 | −40,0 < RC ≤ −28,0 | −40,0 < RF ≤ −18,4 | −40,0 < RF ≤ −18,4                                                                         | Risque modéré de gelures en 10 à 30 minutes de la peau exposée et d’hypothermie                                  | Risque modéré de gelures en 10 à 30 minutes de la peau exposée et d’hypothermie                                  | Risque modéré de gelures en 10 à 30 minutes de la peau exposée et d’hypothermie                                  | Risque modéré de gelures en 10 à 30 minutes de la peau exposée et d’hypothermie                                  | Risque modéré de gelures en 10 à 30 minutes de la peau exposée et d’hypothermie                                  | Risque modéré de gelures en 10 à 30 minutes de la peau exposée et d’hypothermie                                  | Risque modéré de gelures en 10 à 30 minutes de la peau exposée et d’hypothermie                                  | Risque modéré de gelures en 10 à 30 minutes de la peau exposée et d’hypothermie                                  | Risque modéré de gelures en 10 à 30 minutes de la peau exposée et d’hypothermie                                  | Risque modéré de gelures en 10 à 30 minutes de la peau exposée et d’hypothermie                                  | Risque modéré de gelures en 10 à 30 minutes de la peau exposée et d’hypothermie                                  | Risque modéré de gelures en 10 à 30 minutes de la peau exposée et d’hypothermie                                  |
| −48,0 < RC ≤ −40,0 | −48,0 < RC ≤ −40,0 | −54,4 < RF ≤ −40,0 | −54,4 < RF ≤ −40,0                                                                         | Risque élevé de gelures en 5 à 10 minutes (voir note) de la peau exposée et d’hypothermie                        | Risque élevé de gelures en 5 à 10 minutes (voir note) de la peau exposée et d’hypothermie                        | Risque élevé de gelures en 5 à 10 minutes (voir note) de la peau exposée et d’hypothermie                        | Risque élevé de gelures en 5 à 10 minutes (voir note) de la peau exposée et d’hypothermie                        | Risque élevé de gelures en 5 à 10 minutes (voir note) de la peau exposée et d’hypothermie                        | Risque élevé de gelures en 5 à 10 minutes (voir note) de la peau exposée et d’hypothermie                        | Risque élevé de gelures en 5 à 10 minutes (voir note) de la peau exposée et d’hypothermie                        | Risque élevé de gelures en 5 à 10 minutes (voir note) de la peau exposée et d’hypothermie                        | Risque élevé de gelures en 5 à 10 minutes (voir note) de la peau exposée et d’hypothermie                        | Risque élevé de gelures en 5 à 10 minutes (voir note) de la peau exposée et d’hypothermie                        | Risque élevé de gelures en 5 à 10 minutes (voir note) de la peau exposée et d’hypothermie                        | Risque élevé de gelures en 5 à 10 minutes (voir note) de la peau exposée et d’hypothermie                        |
| −55,0 < RC ≤ −48,0 | −55,0 < RC ≤ −48,0 | −67,0 < RF ≤ −54,4 | −67,0 < RF ≤ −54,4                                                                         | Risque très élevé de gelures en 2 à 5 minutes (voir note) sans protection intégrale ni activité                  | Risque très élevé de gelures en 2 à 5 minutes (voir note) sans protection intégrale ni activité                  | Risque très élevé de gelures en 2 à 5 minutes (voir note) sans protection intégrale ni activité                  | Risque très élevé de gelures en 2 à 5 minutes (voir note) sans protection intégrale ni activité                  | Risque très élevé de gelures en 2 à 5 minutes (voir note) sans protection intégrale ni activité                  | Risque très élevé de gelures en 2 à 5 minutes (voir note) sans protection intégrale ni activité                  | Risque très élevé de gelures en 2 à 5 minutes (voir note) sans protection intégrale ni activité                  | Risque très élevé de gelures en 2 à 5 minutes (voir note) sans protection intégrale ni activité                  | Risque très élevé de gelures en 2 à 5 minutes (voir note) sans protection intégrale ni activité                  | Risque très élevé de gelures en 2 à 5 minutes (voir note) sans protection intégrale ni activité                  | Risque très élevé de gelures en 2 à 5 minutes (voir note) sans protection intégrale ni activité                  | Risque très élevé de gelures en 2 à 5 minutes (voir note) sans protection intégrale ni activité                  |
| RC ≤ −55,0 | RC ≤ −55,0         | RF ≤ −67,0         | RF ≤ −67,0                                                                                 | Danger ! Risque extrêmement élevé de gelures en moins de 2 minutes (voir note) et d'hypothermie. Rester à l’abri | Danger ! Risque extrêmement élevé de gelures en moins de 2 minutes (voir note) et d'hypothermie. Rester à l’abri | Danger ! Risque extrêmement élevé de gelures en moins de 2 minutes (voir note) et d'hypothermie. Rester à l’abri | Danger ! Risque extrêmement élevé de gelures en moins de 2 minutes (voir note) et d'hypothermie. Rester à l’abri | Danger ! Risque extrêmement élevé de gelures en moins de 2 minutes (voir note) et d'hypothermie. Rester à l’abri | Danger ! Risque extrêmement élevé de gelures en moins de 2 minutes (voir note) et d'hypothermie. Rester à l’abri | Danger ! Risque extrêmement élevé de gelures en moins de 2 minutes (voir note) et d'hypothermie. Rester à l’abri | Danger ! Risque extrêmement élevé de gelures en moins de 2 minutes (voir note) et d'hypothermie. Rester à l’abri | Danger ! Risque extrêmement élevé de gelures en moins de 2 minutes (voir note) et d'hypothermie. Rester à l’abri | Danger ! Risque extrêmement élevé de gelures en moins de 2 minutes (voir note) et d'hypothermie. Rester à l’abri | Danger ! Risque extrêmement élevé de gelures en moins de 2 minutes (voir note) et d'hypothermie. Rester à l’abri | Danger ! Risque extrêmement élevé de gelures en moins de 2 minutes (voir note) et d'hypothermie. Rester à l’abri |
| Note : les risques de gelures peuvent survenir plus rapidement en cas de vents soutenus supérieurs à 50 km/h (31 MPH). |                    |                    |                                                                                            | | | | | | | | | | | | |